# Onesia hokkaidensis
Onesia hokkaidensis är en tvåvingeart som först beskrevs av Baranov 1939.  Onesia hokkaidensis ingår i släktet Onesia och familjen spyflugor. Inga underarter finns listade i Catalogue of Life.